# Giulio Cibo
, scritto anche Cybo (Roma, 1º marzo 1525 – Milano, 18 maggio 1548), fu marchese sovrano di Massa e signore di Carrara dal 7 ottobre 1546 al 27 giugno 1547, scalzando con grandi difficoltà la madre Ricciarda Malaspina, contro la volontà della stessa. La donna però, dopo poco più di otto mesi, riuscì a riconquistare il potere grazie all'intervento imperiale.Il giovane morì sul patibolo l'anno successivo, esemplarmente condannato a morte per tradimento dall'imperatore Carlo V.
Giulio si presentò talvolta anche con il doppio cognome "Cibo Malaspina", assumendo quindi anche quello della famiglia materna, e con il doppio cognome è stato frequentemente ricordato dalla storiografia successiva.

## Biografia

### La famiglia e la successione massese

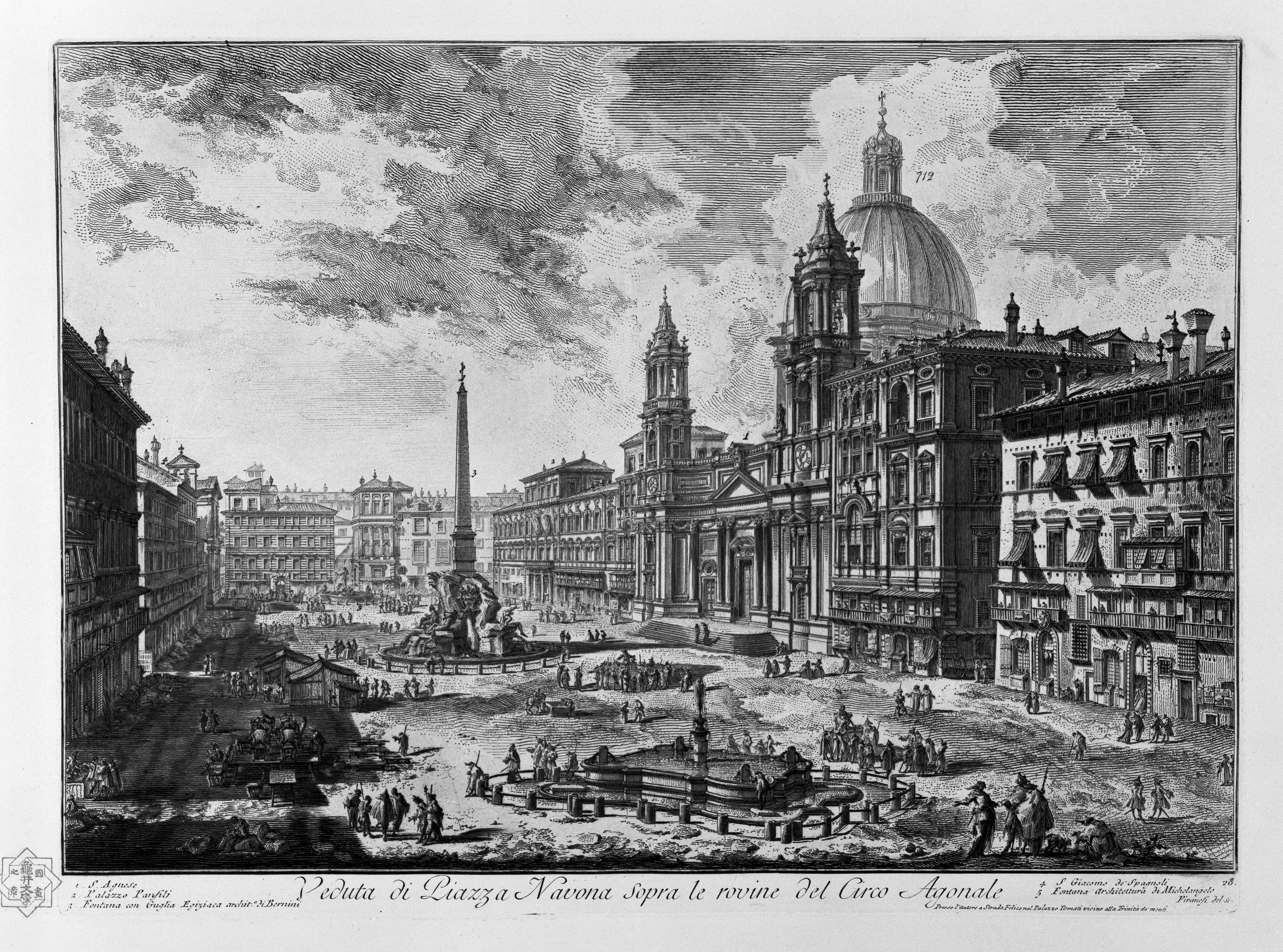
Palazzo Cibo, piazza Navona, dove nacque Giulio (Piranesi)

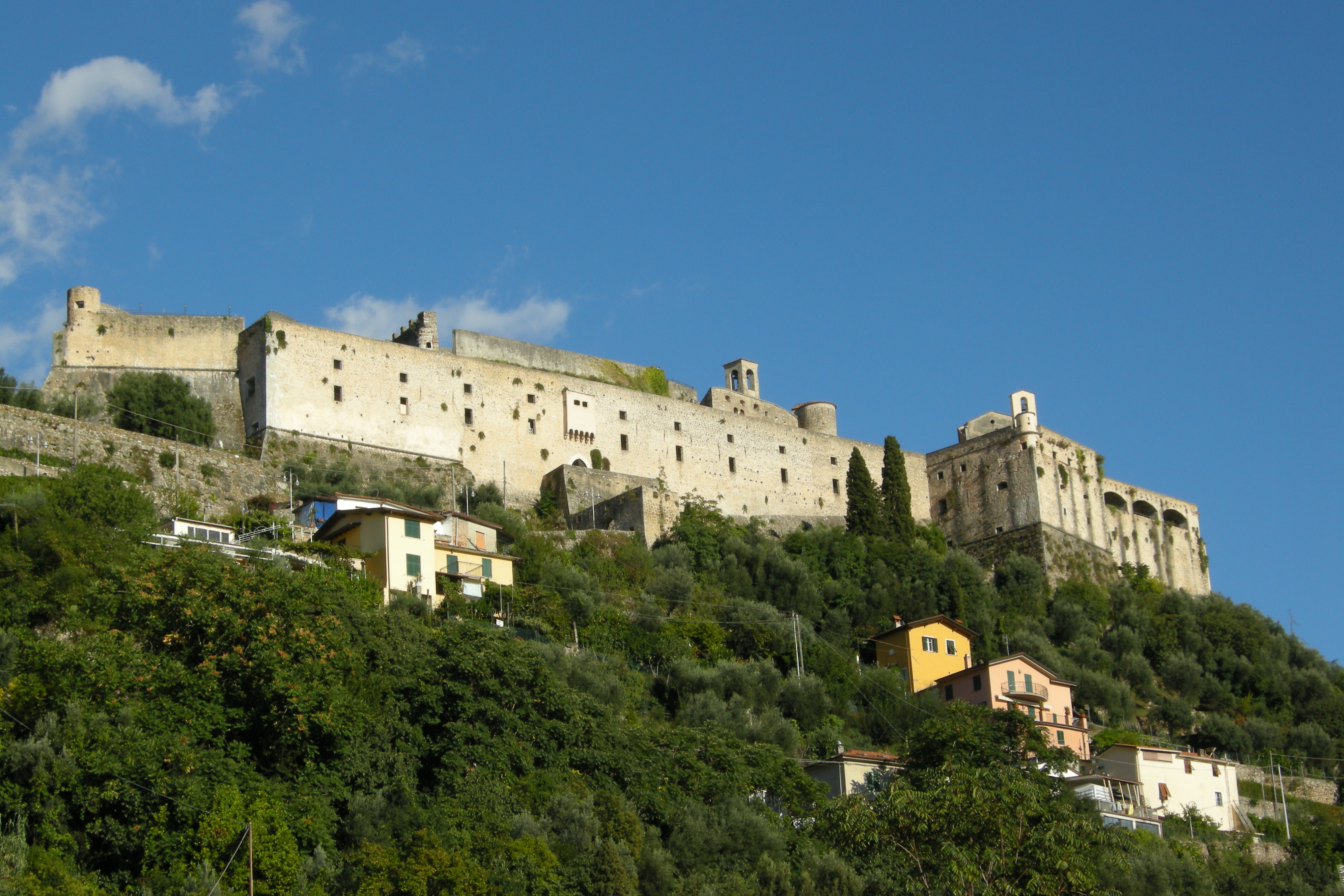
La Rocca Malaspina a Massa

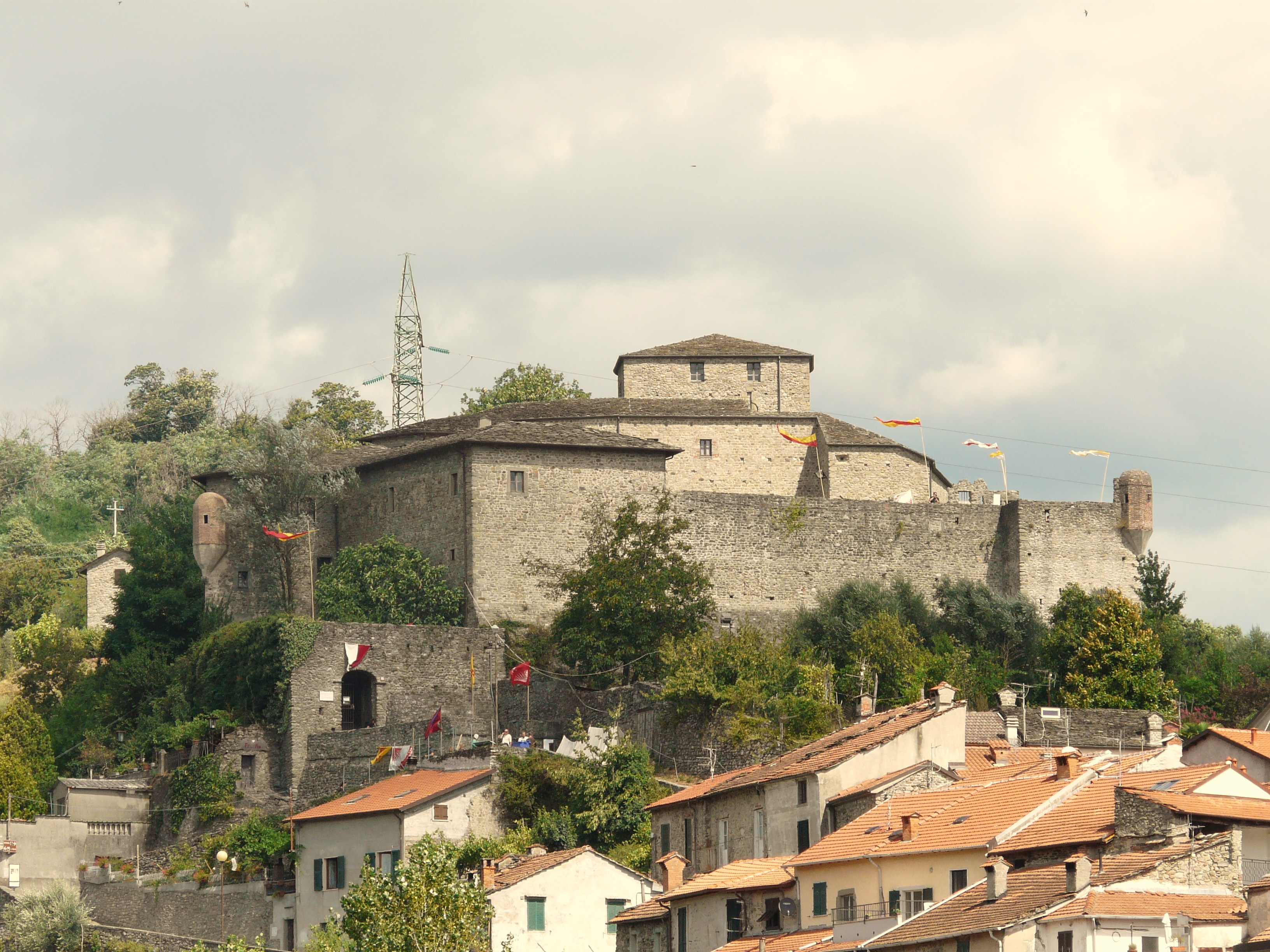
Il castello di Pontremoli, carcere del marchese Giulio

I suoi genitori erano Lorenzo Cibo, conte di Ferentillo, quartogenito di Franceschetto Cibo (figlio del papa Innocenzo VIII) e di Maddalena de' Medici (a sua volta figlia di Lorenzo il Magnifico), e Ricciarda Malaspina, secondogenita e pretendente alla successione di Antonio Alberico II Malaspina marchese di Massa e signore di Carrara.
Giulio nacque a Roma il 1º marzo 1525 nel palazzo Cibo in piazza Navona, di proprietà del padre (e in seguito incorporato nella residenza dei Pamphilj), dove Ricciarda amava soggiornare: vi rimase per due anni, fino a quando la famiglia dovette, via mare, rientrare nel castello di Massa, sua residenza ufficiale, all'approssimarsi del sacco di Roma. Lo Stato, durante le assenze della marchesa, veniva amministrato, secondo la volontà paterna, da sua madre Lucrezia d'Este, che si faceva coadiuvare dal cognato della figlia, cardinale Innocenzo Cibo, riservandosi il disbrigo degli affari diplomatici con l'estero.
Ricciarda e i figli Eleonora e Giulio ritornarono a Roma – il marito Lorenzo, con il quale l'accordo era tutt'altro che perfetto, si era stabilito ad Agnano e curava da lì gli affari della sua contea di Ferentillo – e vi rimasero fino al 1533, per poi insediarsi a Firenze nel palazzo Pazzi, sempre appartenente ai Cibo: la marchesa e la sorella Taddea vi tennero corte suscitando pettegolezzi e scandalo per la vita che conducevano, accompagnate dalla madre, dal cognato cardinale (amante en titre di Ricciarda e probabile padre del suo terzogenito Alberico), nonché dal 1535 dalla di lui sorella Caterina Cibo, duchessa vedova e reggente di Camerino, costretta alla fuga dall'elezione nell'ottobre 1534 del nuovo papa Paolo III Farnese.
I gravi dissidi che insersero tra Giulio, una volta raggiunta la maggiore età, e l'ostinata madre derivavano soprattutto dalle disposizioni testamentarie dettate nel 1519 dal defunto marchese Antonio Alberico II: questi aveva costituito come suo successore in prima istanza il primogenito maschio che fosse nato in futuro a Ricciarda, e nell'attesa, aveva nominato la giovane «donna et madonna et usufruttuaria et herede della sua [di Antonio Alberico] heredità et beni, infine a tanto che sia in età di concipere et generare figliuoli.» Stante però la probabile invalidità del testamento per violazione dei diritti ereditari dei nipoti di Antonio Alberico (figli del defunto fratello Francesco e già in vita al momento del decesso del marchese), ed essendo comunque intenzionata a conservare per sé il potere (che le veniva insidiato anche dal marito), fin dal 1525 Ricciarda si era appellata segretamente all'imperatore Carlo V e, in capo a qualche anno di maneggi, il 16 luglio 1529 era riuscita a farsi investire personalmente dei feudi paterni, con un decreto imperiale decisamente inusitato: l'investitura in suo favore era operata suo jure, cioè prescindendo dalla sua posizione di erede legale di Antonio Alberico, e, in piena deroga alla legge salica, veniva per il futuro riconosciuto anche il principio della successione femminile nella sua eredità, seppur solo in subordine rispetto a quella maschile. Il decennio successivo vide la definitiva separazione, con astio reciproco, dei due coniugi e la battaglia per il potere, condotta a colpi di decreti imperiali e anche con un atto di forza, manu militari, di Lorenzo nel 1538, e che si concluse nel 1541 con la sua definiva estromissione giuridica da qualsiasi diritto a compartecipare al governo di Massa.

### Lo scontro con la madre e la conquista del marchesato
Nel 1543, raggiunti i diciotto anni, Giulio si recò a Barcellona dove, con il sostegno dell'ammiraglio Andrea Doria, entrò a far parte della corte dell'imperatore Carlo V, diventando prima "gentiluomo di bocca", poi "ciambellano imperiale", e spostandosi con gli eserciti imperiali in Italia e nelle Fiandre. L'anno successivo, però, inasprito dal fatto che l'insufficiente –ai suoi occhi– appannaggio materno non gli aveva consentito di perseguire l'agognata carriera militare, Giulio rientrò in Italia stabilendosi temporaneamente nella rocca di Carrara, presso lo zio cardinale Cibo, indi ad Agnano dal padre, poi a Roma. Qui reclamò dall'imperiosa Ricciarda, in quanto primogenito, il suo diritto al rango di marchese di Massa e signore di Carrara, ma la nobildonna rifiutò recisamente, ritenendosi legittimamente investita dello stesso a titolo personale con anche il diritto, concessole da un decreto imperiale del 1533, di scegliersi autonomamente il successore. Seguì, tra madre e figlio, un'accanita lotta senza esclusione di colpi che, in un primo tempo, sembrò favorire Giulio, ma che ebbe poi per lui un esito tragico.
Nel 1545 Giulio decise di rompere gli indugi e di impadronirsi del potere con la forza. Il 28 agosto, grazie al sostegno di 20 archibugieri avuti da Galeotto Malaspina, marchese di Olivola in Lunigiana, aiutato da alcuni dei numerosi ribelli del marchesato e dal castellano Girolamo Ghirlanda, cercò di occupare Carrara. Entrato nel palazzo, a causa di una iniziale indecisione e all'azione del cardinale Innocenzo che lo trattenne al momento dell'irruzione, Giulio non riuscì a catturare la madre: Ricciarda ebbe infatti il tempo di asserragliarsi nella rocca di Massa da dove riuscì a sollevare i sudditi contro i rivoltosi. Per evitar di finire a propria volta intrappolati, Giulio e i suoi furono costretti a fuggire. Ricciarda decise quindi di lasciare nuovamente il marchesato per Roma, assegnando al figlio un aumento della dotazione economica che comunque lo lasciò insoddisfatto.
A questo punto Giulio si dimostrò disponibile a passare al servizio di Cosimo I de' Medici, il quale guardava con interesse a Massa, e inoltre, nella primavera del 1546, riuscì a ottenere l'appoggio della potente famiglia Doria di Genova, intavolando con la stessa le trattative per il proprio matrimonio. Giulio allora, forte di questi appoggi (soprattutto di quelli del duca di Firenze) e facendo leva sul malcontento dei massesi per la durezza del governo della madre Ricciarda, nell'ottobre del 1546 occupò con successo la città e la rocca, assistito dal padre Lorenzo che aveva preso il comando delle truppe, e si arrogò il titolo di marchese.
Ricciarda si appellò immediatamente all'imperatore, e Carlo V decise di confiscare temporaneamente il feudo mettendolo prima nelle mani del suo plenipotenziario in Italia, Ferrante Gonzaga, e poi, a richiesta di Giulio, in quelle del cardinal Cibo. La recalcitranza del neo-marchese ad ottemperare ai decreti imperiali cedendo il feudo recentemente conquistato, ed i sospetti destati in Cosimo I dai suoi sempre più stretti legami con i Doria indussero il duca di Firenze a farlo arrestare a Pisa il 17 marzo 1747 e a tenerlo qualche giorno in fortezza sinché non si determinò finalmente a rimettere il marchesato nelle mani dello zio.
Nel frattempo, nel dicembre 1546, Giulio aveva sposato Peretta Doria (1526–1591), figlia di Tommaso (primo cugino di Andrea) e sorella di Giannettino, membri di rilievo della nobile famiglia genovese. A Giulio era stata promessa una ricca dote con la quale immaginava di poter finanziare la sua conquista del trono. In effetti, continuò ad esercitare pesanti pressioni sulla madre, con preghiere, minacce e nuovi atti di forza, e, grazie soprattutto all'intercessione dello zio cardinale, riuscì finalmente ad ottenere la stipula di un oneroso contratto per l'acquisto dei diritti di governo del marchesato, ferma restando la sovranità della madre. I termini del contratto erano però completamente al di sopra dei suoi mezzi ed egli contava di far fronte al relativo grosso debito utilizzando la dote della moglie. Egli si rivolse quindi al capofamiglia Andrea Doria chiedendo il pagamento della stessa, ma il Doria gliela rifiutò prima accampando pretesti sulle difficoltà economiche della famiglia all'epoca, poi sostenendo che aveva praticamente già pagato tutto quanto dovuto finanziando i tentativi di Giulio di impadronirsi del marchesato.
Il 27 giugno 1747, intanto, in pendenza del pagamento da parte di Giulio della somma pattuita, Ricciarda riprese possesso del marchesato.

### Il tradimento e la morte
In precedenza Giulio aveva lealmente appoggiato Andrea Doria. Nel gennaio 1547, in occasione di una rivolta guidata da suo cognato Giovanni Luigi Fieschi, egli non aveva esitato a far partire alla volta di Genova, in soccorso del Doria, una piccola spedizione militare, peraltro fermata durante il viaggio dalla notizia del fallimento della ribellione.
Dopo il rifiuto del Doria di pagargli la dote della moglie, l'atteggiamento di Giulio cambiò radicalmente e, nella seconda parte dell'anno, aderì ad un complotto anti-doriano ordito dal fratello di Giovanni Luigi, Ottobuono Fieschi e da altri esuli genovesi riparati a Venezia, ed appoggiato dalla famiglia fiorentina degli Strozzi, ora al servizio della Francia, e dal nuovo duca di Parma, Pier Luigi Farnese, nonché forse – più o meno dietro le quinte – dal padre di quest'ultimo il papa Paolo III e dai francesi. Il piano era quello di penetrare in città e uccidere il Doria, l'ambasciatore spagnolo e altri pezzi grossi del partito doriano, provocando così un sommovimento popolare e l'arrivo di truppe francesi dal Piemonte.
La cospirazione fu però scoperta prima che venisse messa in atto e Giulio venne arrestato e imprigionato nel castello di Pontremoli, quindi condotto a Milano e, nonostante l'intervento dei congiunti Cosimo I de' Medici e Ercole II d'Este, duca di Ferrara, fu decapitato a soli 23 anni il 18 maggio 1548. Anche la madre si adoperò per salvare il figlio dalla morte, fra l'altro chiedendo la grazia direttamente a Carlo V con una lettera inviata da Roma il 2 febbraio, ma è difficile stabilire se abbia davvero fatto tutto quanto era nelle sue possibilità.
Ricciarda Malaspina morì cinque anni dopo il figlio nel 1553. Nel suo testamento nominò erede dei suoi titoli il secondogenito maschio Alberico, disponendo che il proprio cognome di famiglia venisse d'allora in poi aggiunto dopo quello dei Cibo, cosa della quale, del resto, Giulio era stato di sua iniziativa il precursore agli esordi della sua vicenda politica.
Il corpo di Giulio Cibo, inizialmente inumato nella chiesa milanese di Santa Maria degli Angeli (appartenente all'Ordine dei Frati Minori, ai quali Giulio scrisse allo zio di elargire un'elemosina), fu infine traslato a Massa, nel 1573, per ordine del fratello minore Alberico I, e tumulato nella cripta della cattedrale: la salma fu composta vicino a quelle del padre Lorenzo e della madre Ricciarda, che tanto avevano contribuito alla sua rovina.
Il biografo di Giulio, Luigi Staffetti, lo descrisse dedito ad attività culturali (autore di sonetti, di cui rimane l'ultimo, composto prima di morire e riprodotto qui a fianco), di normale statura, di colorito olivastro, riccioluto, animoso e ardito, snello e somigliante al genitore: l'unico presunto suo ritratto – anche secondo la tradizione popolare è una piccola scultura presente a Massa nella rocca Malaspina.

## Titoli
Marchese sovrano di Massa e signore sovrano di Carrara, Moneta ed Avenza, patrizio romano e genovese, patrizio di Pisa e Firenze, patrizio napoletano, nobile di Viterbo.

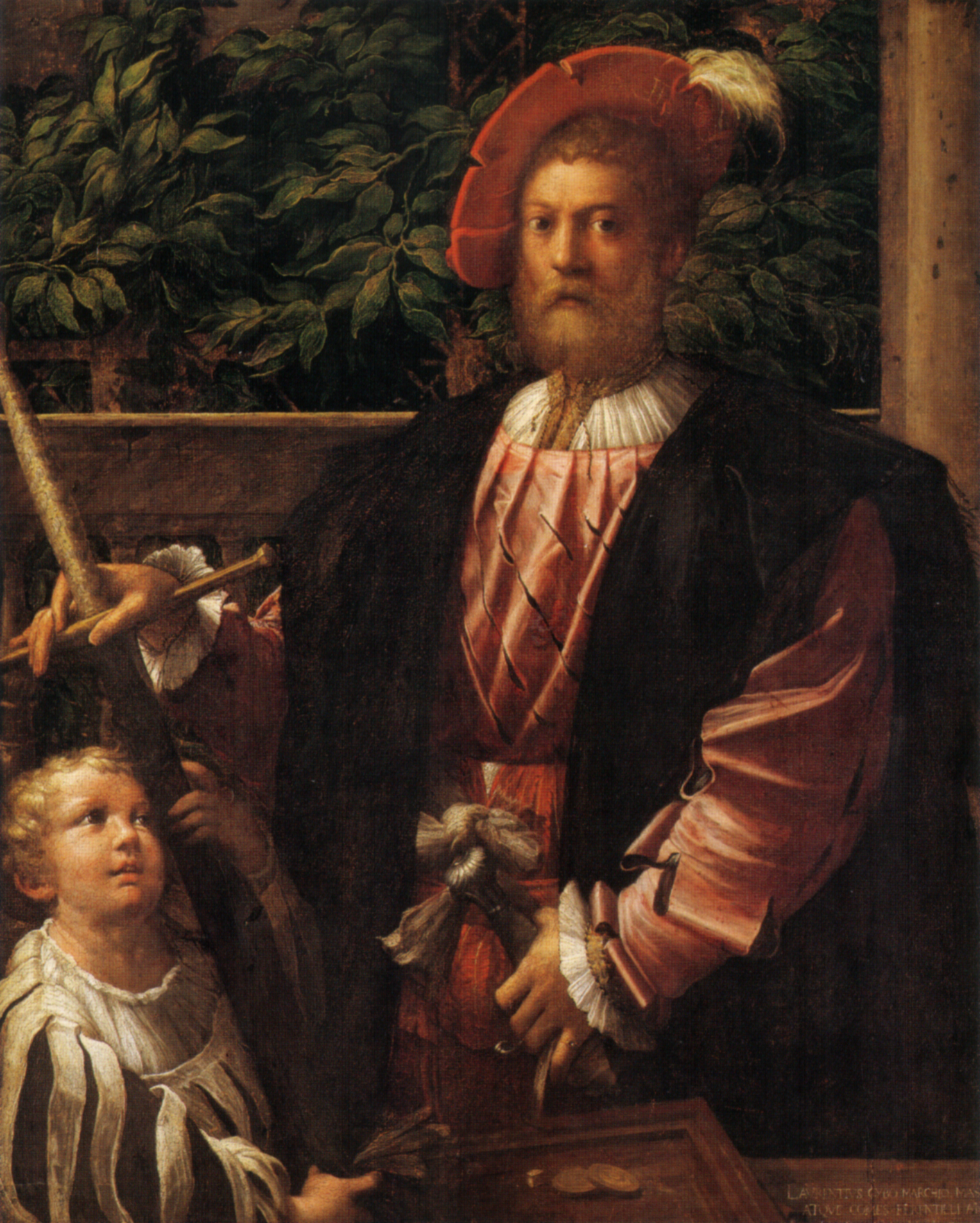
Lorenzo Cybo (il padre)
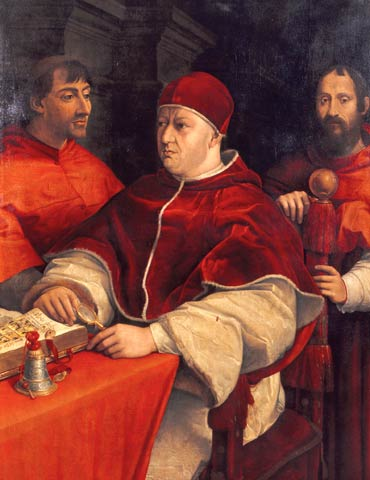
Il cardinale Cibo (lo zio, a destra)
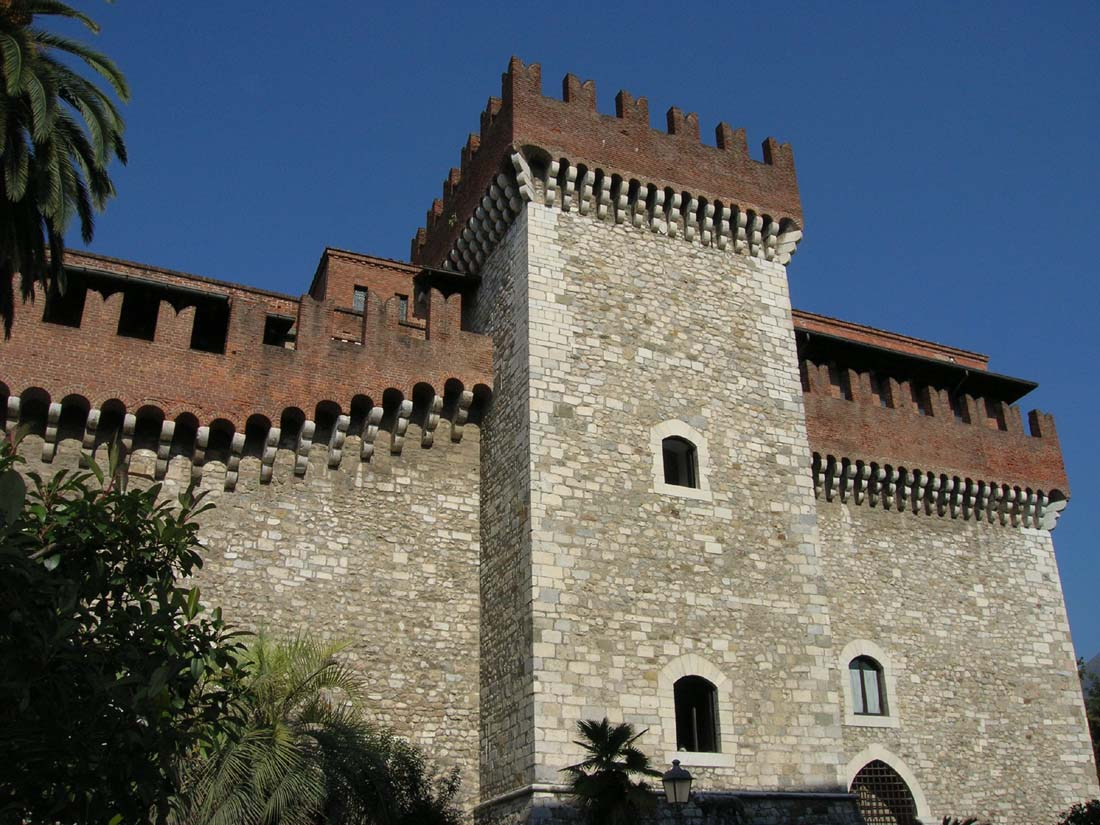
Palazzo Cybo Malaspina (Carrara)
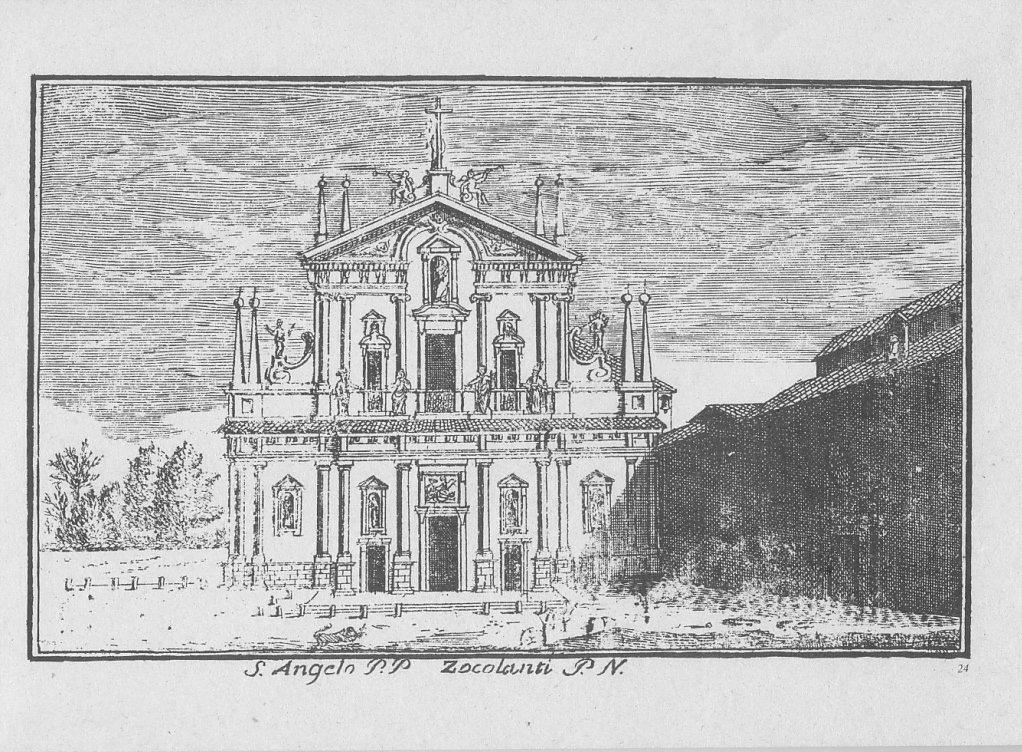
Chiesa di Sant'Angelo (Milano), dove Giulio fu sepolto

## Ascendenza
|                                                  |                                        |                                                 | Genitori                                  |  |  | Nonni |  |  | Bisnonni            |  |  | Trisnonni                    |  |
|                                                  |                                        |                                                 |                                           |  |  |       |  |  | Papa Innocenzo VIII |  |  | Arano Cibo, viceré di Napoli |  |
|                                                  |                                        |                                                 |                                           |  |  |       |  |  | Papa Innocenzo VIII |  |  | Arano Cibo, viceré di Napoli |  |
|                                                  |                                        | Teodorina de Mari                               |                                           |  |  |       |  |  | Papa Innocenzo VIII |  |  |                              |  |
| Francesco Cibo                                   |                                        |                                                 |                                           |  |  |       |  |  | Papa Innocenzo VIII |  |  |                              |  |
|                                                  |                                        | …                                               | …                                         |  |  |       |  |  |                     |  |  |                              |  |
|                                                  |                                        | …                                               | …                                         |  |  |       |  |  |                     |  |  |                              |  |
|                                                  |                                        | …                                               | …                                         |  |  |       |  |  |                     |  |  |                              |  |
| Lorenzo Cibo                                     |                                        | …                                               |                                           |  |  |       |  |  |                     |  |  |                              |  |
|                                                  |                                        | Lorenzo de' Medici                              | Piero de' Medici                          |  |  |       |  |  |                     |  |  |                              |  |
|                                                  |                                        | Lorenzo de' Medici                              | Piero de' Medici                          |  |  |       |  |  |                     |  |  |                              |  |
|                                                  |                                        | Lorenzo de' Medici                              | Lucrezia Tornabuoni                       |  |  |       |  |  |                     |  |  |                              |  |
| Maddalena de' Medici                             |                                        | Lorenzo de' Medici                              |                                           |  |  |       |  |  |                     |  |  |                              |  |
|                                                  |                                        | Clarice Orsini                                  | Jacopo Orsini, signore di Monterotondo    |  |  |       |  |  |                     |  |  |                              |  |
|                                                  |                                        | Clarice Orsini                                  | Jacopo Orsini, signore di Monterotondo    |  |  |       |  |  |                     |  |  |                              |  |
|                                                  |                                        | Clarice Orsini                                  | Maddalena Orsini dei signori di Bracciano |  |  |       |  |  |                     |  |  |                              |  |
| Giulio Cibo                                      |                                        | Clarice Orsini                                  |                                           |  |  |       |  |  |                     |  |  |                              |  |
|                                                  | Giacomo I Malaspina, Marchese di Massa | Antonio Alberico I Malaspina, Marchese di Massa |                                           |  |  |       |  |  |                     |  |  |                              |  |
|                                                  | Giacomo I Malaspina, Marchese di Massa | Antonio Alberico I Malaspina, Marchese di Massa |                                           |  |  |       |  |  |                     |  |  |                              |  |
|                                                  | Giacomo I Malaspina, Marchese di Massa | Giovanna Malaspina dei marchesi di Verrucola    |                                           |  |  |       |  |  |                     |  |  |                              |  |
| Antonio Alberico II Malaspina, Marchese di Massa | Giacomo I Malaspina, Marchese di Massa |                                                 |                                           |  |  |       |  |  |                     |  |  |                              |  |
|                                                  |                                        | Taddea Pico                                     | Francesco III Pico                        |  |  |       |  |  |                     |  |  |                              |  |
|                                                  |                                        | Taddea Pico                                     | Francesco III Pico                        |  |  |       |  |  |                     |  |  |                              |  |
|                                                  |                                        | Taddea Pico                                     | Pietra Pio                                |  |  |       |  |  |                     |  |  |                              |  |
| Ricciarda Malaspina                              |                                        | Taddea Pico                                     |                                           |  |  |       |  |  |                     |  |  |                              |  |
|                                                  |                                        | Ercole II d'Este                                | Alfonso I d'Este                          |  |  |       |  |  |                     |  |  |                              |  |
|                                                  |                                        | Ercole II d'Este                                | Alfonso I d'Este                          |  |  |       |  |  |                     |  |  |                              |  |
|                                                  |                                        | Ercole II d'Este                                | Lucrezia Borgia                           |  |  |       |  |  |                     |  |  |                              |  |
| Lucrezia d'Este                                  |                                        | Ercole II d'Este                                |                                           |  |  |       |  |  |                     |  |  |                              |  |
|                                                  |                                        | Renata di Francia                               | Luigi XII di Francia                      |  |  |       |  |  |                     |  |  |                              |  |
|                                                  |                                        | Renata di Francia                               | Luigi XII di Francia                      |  |  |       |  |  |                     |  |  |                              |  |
|                                                  |                                        | Renata di Francia                               | Anna di Bretagna                          |  |  |       |  |  |                     |  |  |                              |  |
|                                                  |                                        | Renata di Francia                               |                                           |  |  |       |  |  |                     |  |  |                              |  |